# كريس بيرسون (ملاكم)
كريس بيرسون (بالإنجليزية: Chris Pearson)‏ (12 نوفمبر 1990 بدايتون في الولايات المتحدة - ) هو ملاكم أمريكي، صنّف ضمن فئة الوزن المتوسط.

## إحصائيات
خاض خلال مسيرته 16 نزالا، فاز في 14 ولم يتعادل وخسر في 1. فاز بالضربة القاضية في 10 نزالات.

## روابط خارجية
- كريس بيرسون على موقع بوكس ريك (الإنجليزية) (registration required)